# Куксгафен
Куксга́фен (нім. Cuxhaven; [ˌkʊksˈhaːfn̩]) — містечко на півночі Німеччини у федеральній землі Нижня Саксонія, адміністративний центр району Куксгафен. Розташований на узбережжі Північного моря у гирлі річки Ельба. Куксхафен простягається на 14 км з заходу на схід, і на 7 км з півночі на південь. Це популярний курорт Північного моря, щорічно місто відвідує близько 1,3 млн туристів. Символ міста, відомий як Кугельбаке — це сигнальна вежа, яка у давнину використовувалася як маяк. Дерев'яний межовий знак у гирлі Ельби, що відокремлює річку від моря, також знайшов відображення у гербі міста.

## Географія
Куксгафен розташований на півночі Нижньої Саксонії, на узбережжі Північного моря. Місто з двох боків оточене морем. Більша частина Куксгафена знаходиться нижче рівня моря, тому важливу роль у житті міста відіграють захисні дамби.

### Природа
Просторі ділянки узбережжя Північного моря, що затоплюються під час припливів — вати — розташовані на території національного парку «Нижньосаксонські вати» (нім. Niedersächsisches Wattenmeer). Флора і фауна ват вкрай унікальні: нарівні з альпійським високогір'ям регіон навколо Куксгафена є одним з останніх ареалів дикої природи, що збереглися в Європі.
Дюни та пустища, притаманні Куксгафену та пляжній зоні Заленбурга, утворилися ще в льодовиковий період. Між суходолом і ватом часто утворюються солончакові луки. Під час припливу вони регулярно затоплюються морською водою, внаслідок чого рослини та тварини пристосувалися до виживання у важких умовах. Улітку на солончакових луках виводять пташенят птахи узбережжя.

### Клімат
Клімат тут досить суворий та прохолодний. У зимовий період досить вітряно та прохолодно, але температура не опускається нижче 0 °C. Улітку, починаючи з середини липня до кінця серпня, повітря прогрівається до 20–25 °C.

## Історія
Хоча археологічні знахідки на місці сучасного Куксгафену датуються 4-м тисячоліттям до н. е., містечко Куксгафен порівняно молоде. Рітцебюттель (нім. Ritzebüttel), сучасна частина Куксгафена, у давнину належала землі Гадельн і спочатку була ексклавом герцогства Саксонського, а після його фактичного династичного розподілу у 1296 році перейшла під владу герцогства Сакс-Лауенбурзького.
У 1394 році війська вільного міста Гамбург захопили фортецю Рітцебюттеля і зробили її своїм опорним пунктом для контролювання естуарію Ельби, який з'єднував місто з відкритим морем. 4 березня 1872 року Рітцебюттель об'єднався з портовою частиною Гамбургу — Куксгафеном, утворивши містечко Куксгафен. Після об'єднання містечко стало вкрай важливим з військової точки зору. З 1883 року там розташовувався перший морський флот Німеччини, а Форт Кугельбаке та інші прибережні фортеці захищали Кільський канал.
До 1905 року населення Куксгафена збільшилося до 10 тис. осіб, внаслідок чого 15 березня 1907 р. Куксгафен отримав статус міста. Згідно з Актом про Великий Гамбург 1937 року Куксгафен перейшов під юрисдикцію регіону Штаде пруської провінції Гановер.
У роки Першої світової війни Куксгафен-Нордхольц, маючи на свої території ангари для дирижаблів, був одним з основних німецьких військових повітряно-морських баз.
У період з 1945 по 1964 роки поблизу Куксгафена проводилися численні випробовування ракетної зброї.
У 1972 році кілька сусідніх муніципалітетів об'єдналися в район Куксгафен, а 1977 року місто Куксгафен втратило свій статус міста і стало центром однойменного району.

## Економіка
Куксгафен — другий за важливістю порт Німеччини, центр рибальства та місце приписки кораблів. Другою важливою галуззю економіки Куксгафену є туризм. За рахунок особливого морського клімату Куксгафен є популярним місцем відпочинку, а також лікування людей із захворюваннями легеневої системи.

## Цікаві місця

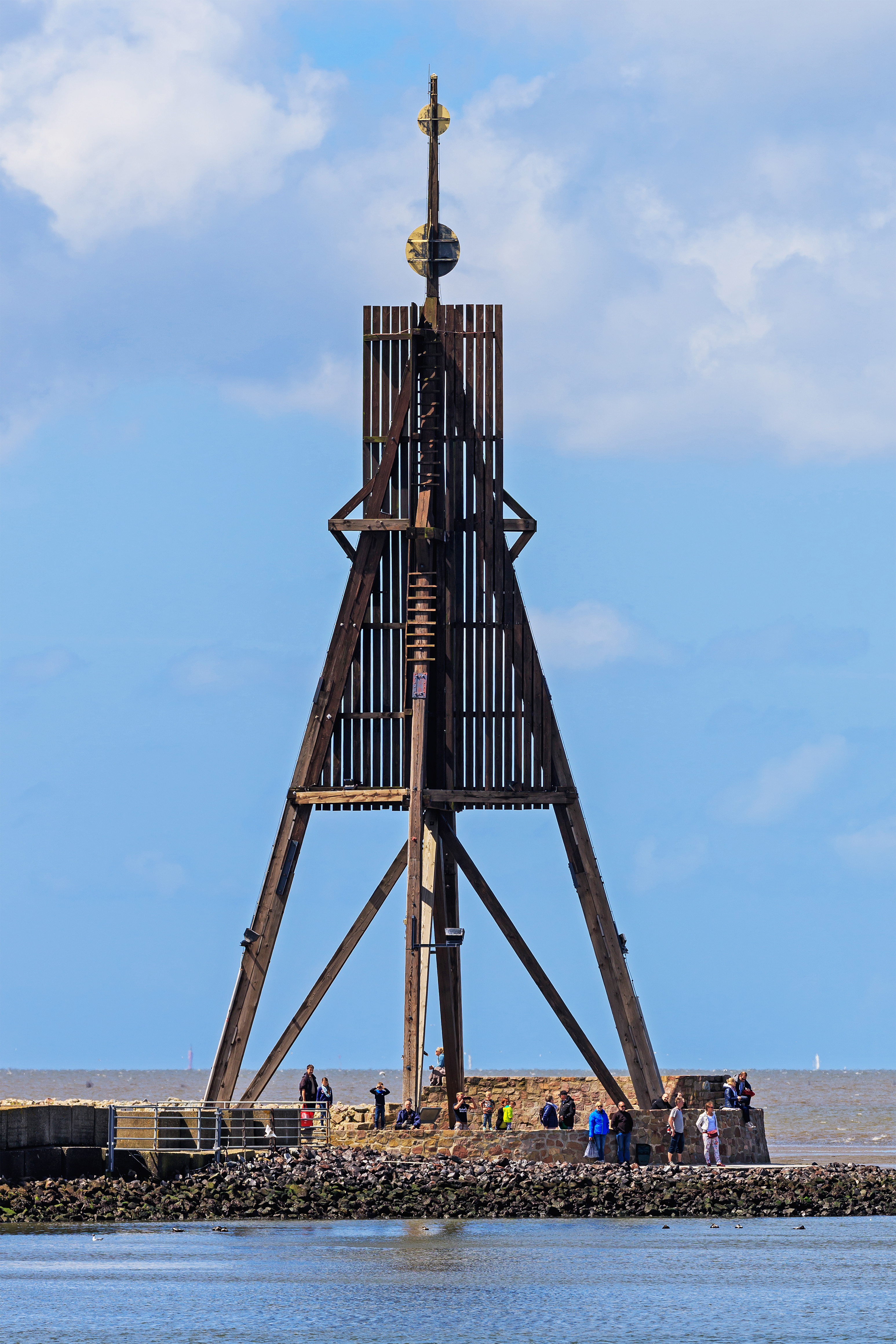
Маяк Кугельбаке

Головними історичними пам'ятками регіону є відома фортеця Alte Liebe (Старе кохання), фортеця Рітцебюттель та маяк Кугельбаке — символ міста. Також цікавими є стара Мореплавна школа, краєзнавчий музей та місцевий зоопарк з великою колекцією морських тварин. Туристів приваблюють природні пам'ятки регіону — вати та піщані пляжі.

### Історичні пам'ятки
- цвинтар Judenfriedhof
- курган «Twellberg»
- курган «Galgenberg»
- курган «Spanger Berg»
- курган «Wanhödener Berg»
- курган в Гудендорфі
- мегаліти Hohensteine
- гамбурзький маяк

### Музеї

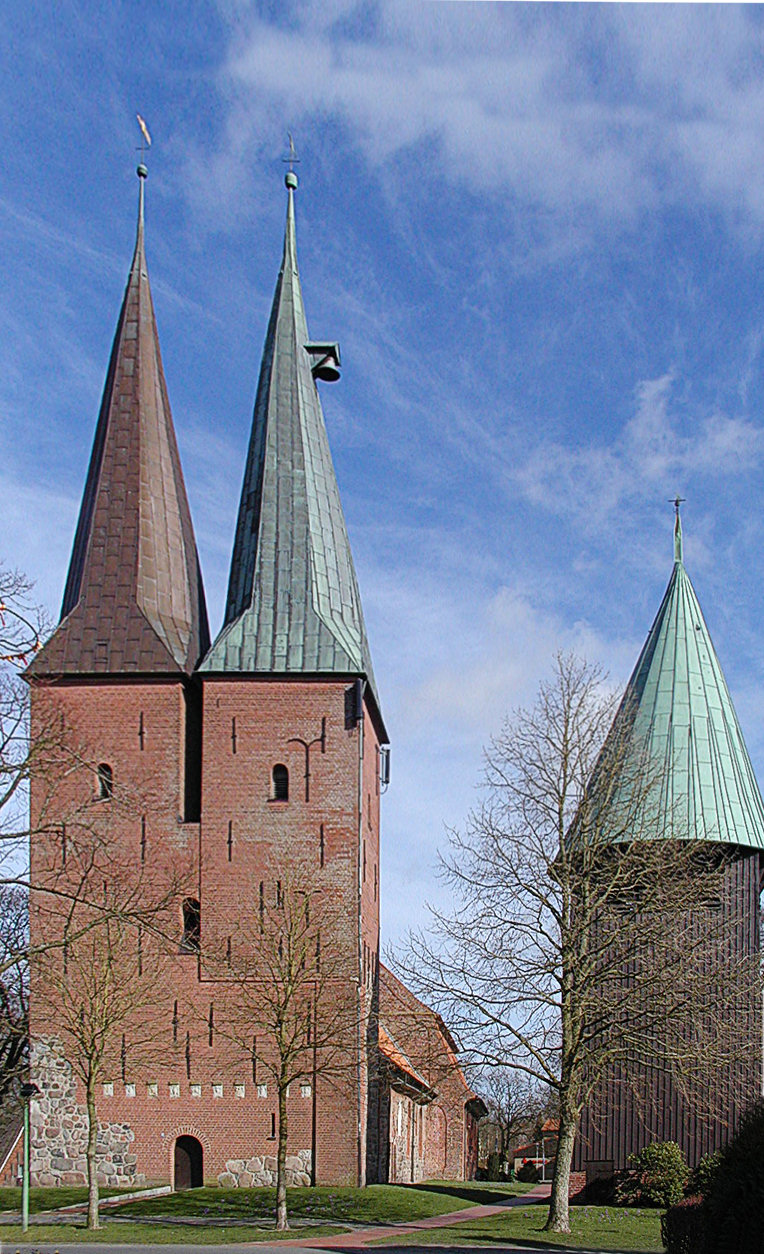
Церква св. Миколая

- музей рибальства
- музей-форт Кугельбаке
- Морський музей
- краєзнавчий музей
- музей муніципалітету
- музей підводних човнів
- музей загиблих кораблів
- музей-фортеця Рітцебюттель
- плавучий маяк — останній з плавучих маяків Ельби
- музей Йоахима Рінгельнатца, німецького поета та художника

### Церкви
- Церква св. Миколая в Альтенбрусі (нім. St.-Nicolai-Kirche). Збудована у XIII сторіччі у готичному стилі, названа на честь святого Миколая, єпископа, покровителя Куксгафена. У 1727 році церкву було перебудовано. Дорогоцінні готичні гробниці XV сторіччя є одними з найважливіших історичних реліквій північної Німеччини. У церкві знаходиться орган, встановлений у 1497–1498 роках і відремонтований у 1727–1728 роках.
- церква св. Якова в Людінгворті (нім. St.-Jacobi-Kirche). Збудована у XIII сторіччі у готичному стилі. Хори були добудовані у 1609 році, цегляна башта — у XVII сторіччі. Готичний «крилатий» вівтар був створений у 1420–1430 роках і є одним з найстаріших у регіоні. Орган періоду раннього бароко був збудований у 1598–1599 роках майстром Антонієм Вільде, а в 1682–1683 році Арп Шнітгер та Андреас Вебер його модифікували.
- церква св. Мартіна в Рітцебюттелі (нім. Martinskirche). Збудована у 1816–1819 роках.
- римсько-католицька парафіяльна церква св. Марії

## Міста-побратими
- Велика Британія, Пензанс
- Данія, Нуук
- Ісландія, Гапнарф'єрдюр
- Франція, Ванн
- Польща, Піла

1. – Іляву, Португалія (2002)[1]

- Іспанія, Віланова де Аруза
- Німеччина, Бінц
- Німеччина, Зассніц
- Росія, Мурманськ

## Галерея

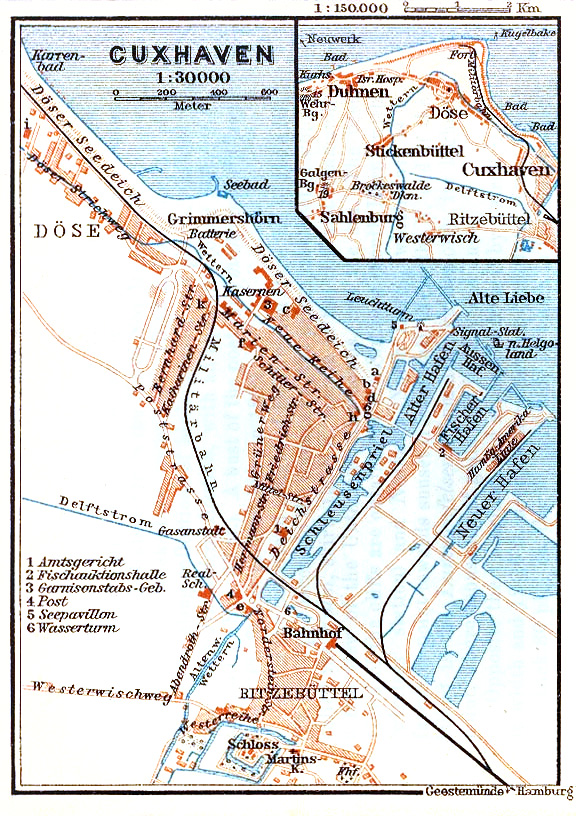
Стара мапа Куксгафена, 1910 р.
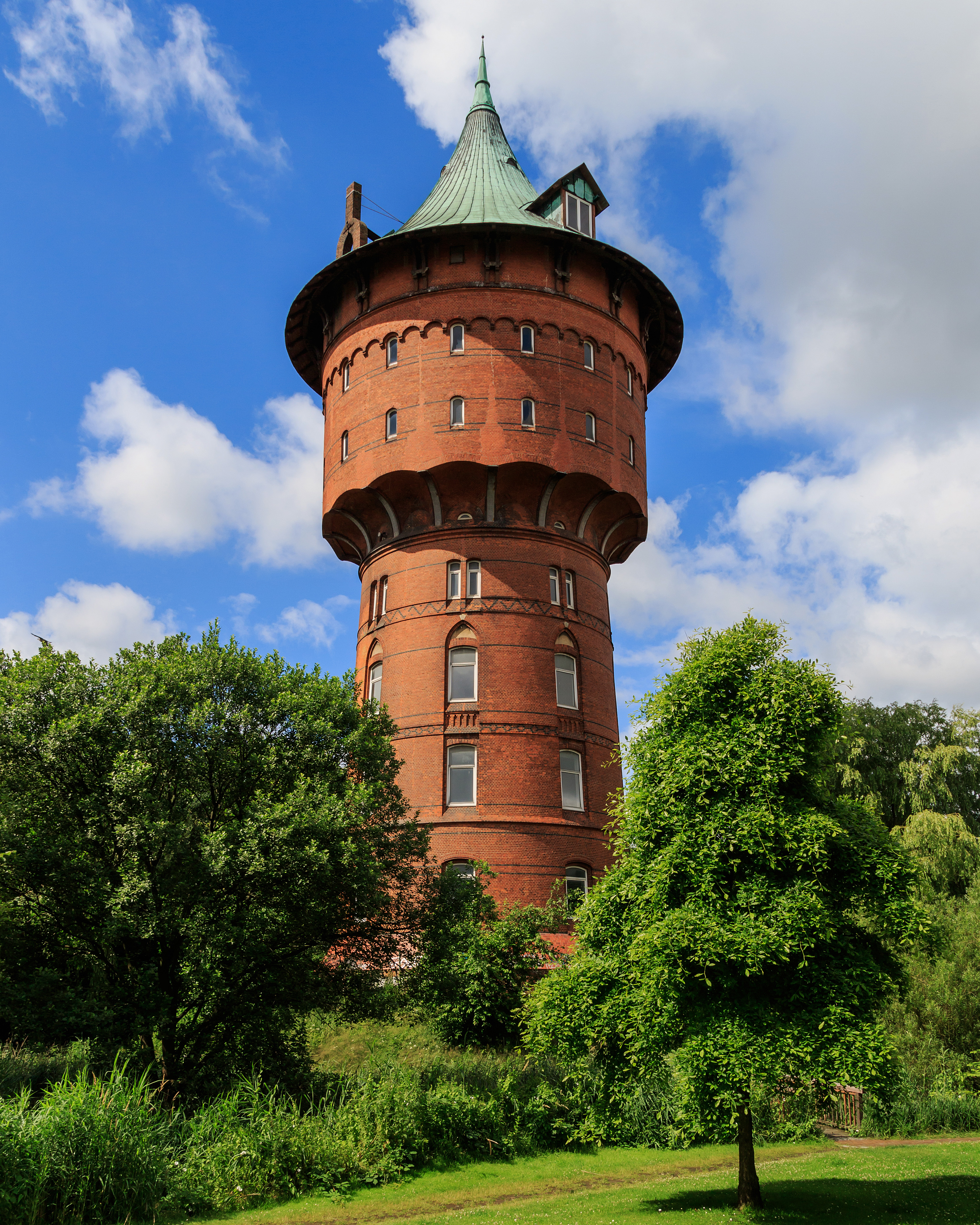
Водонапірна вежа
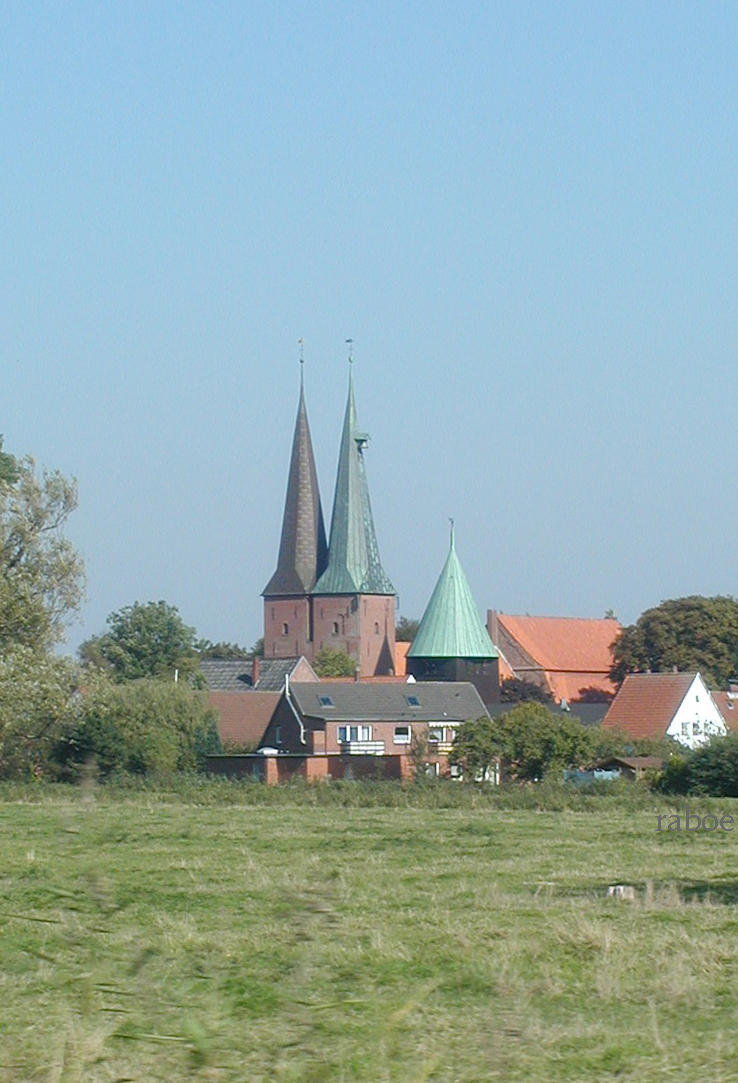
Церква св. Миколая
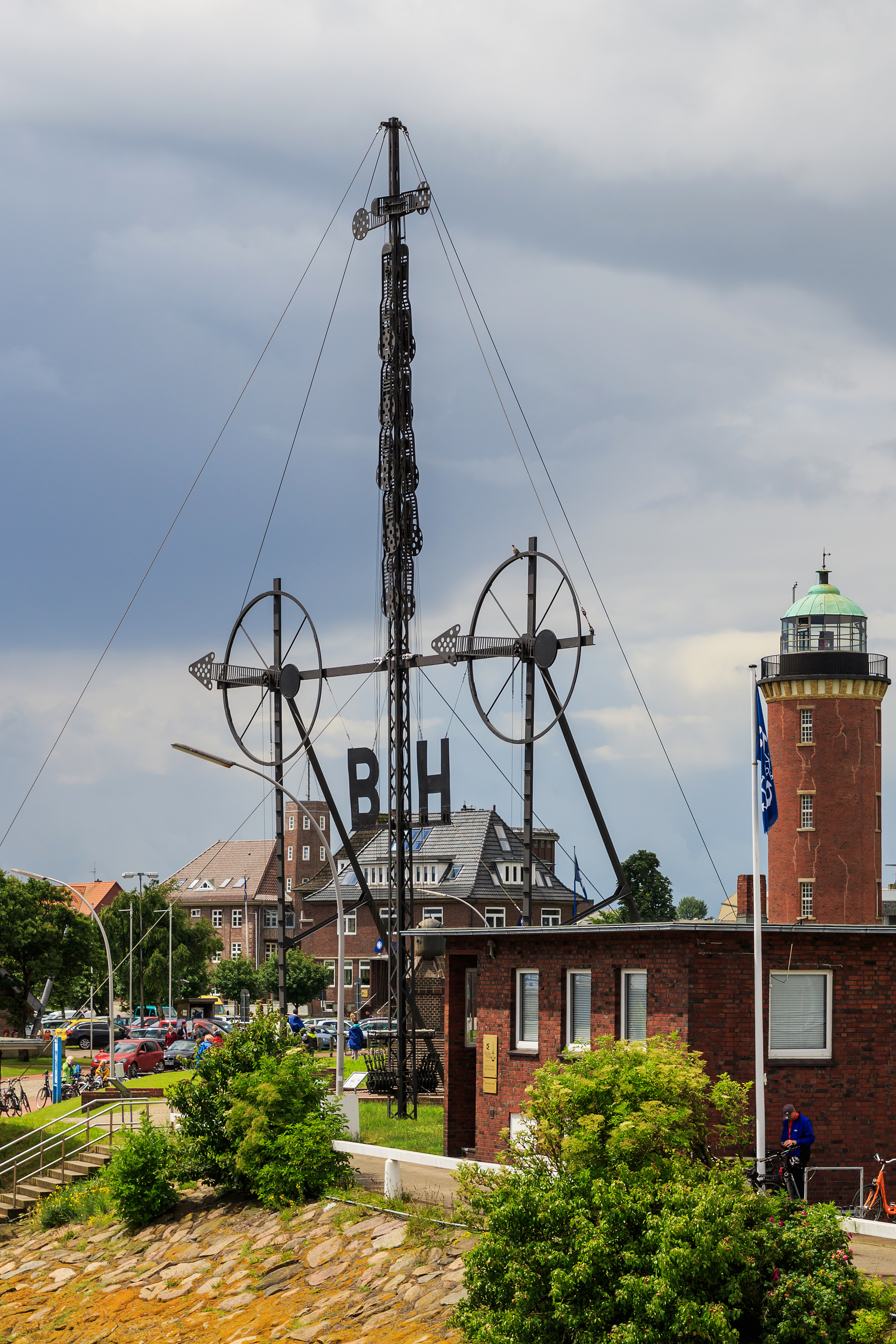
Семафор
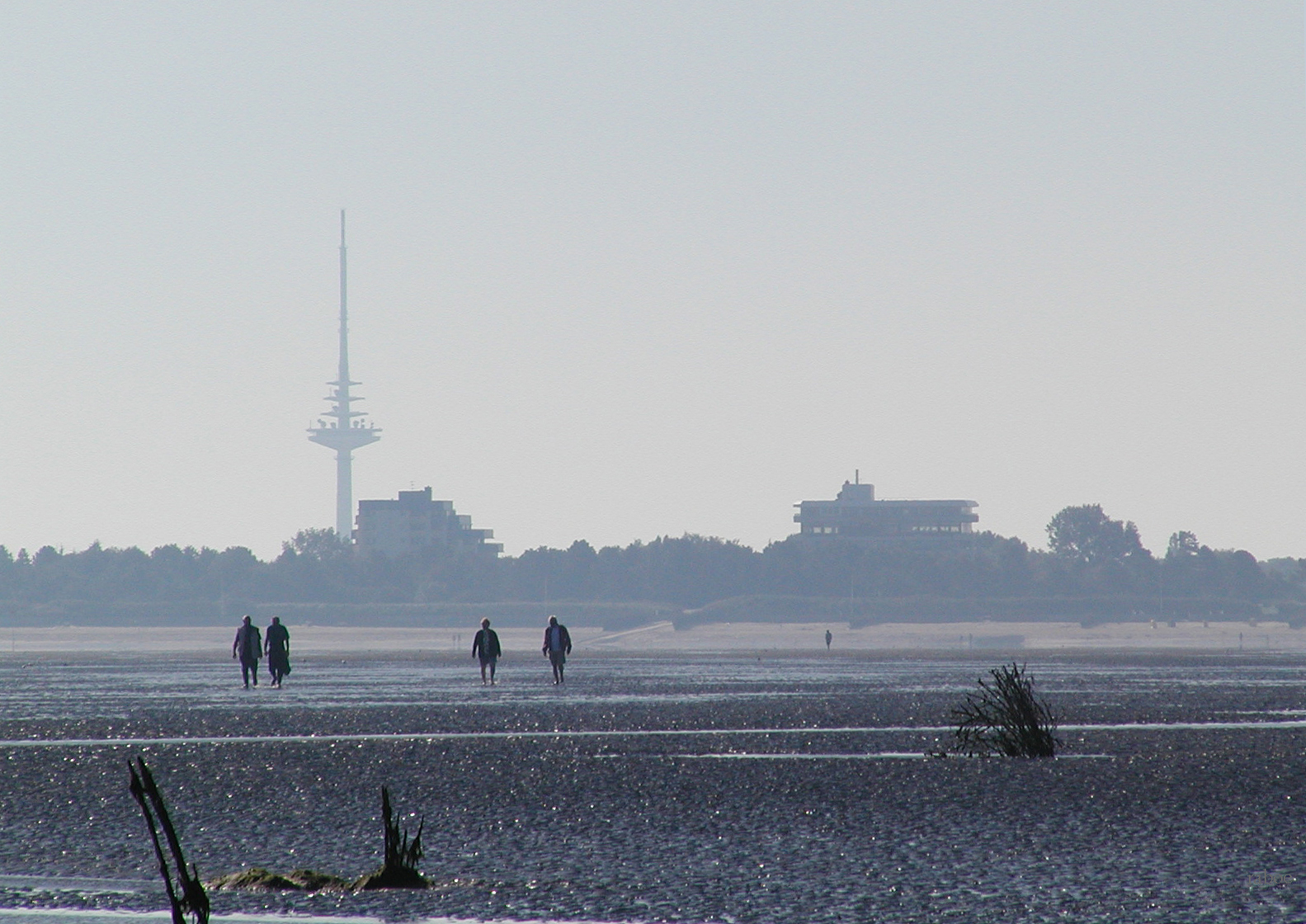
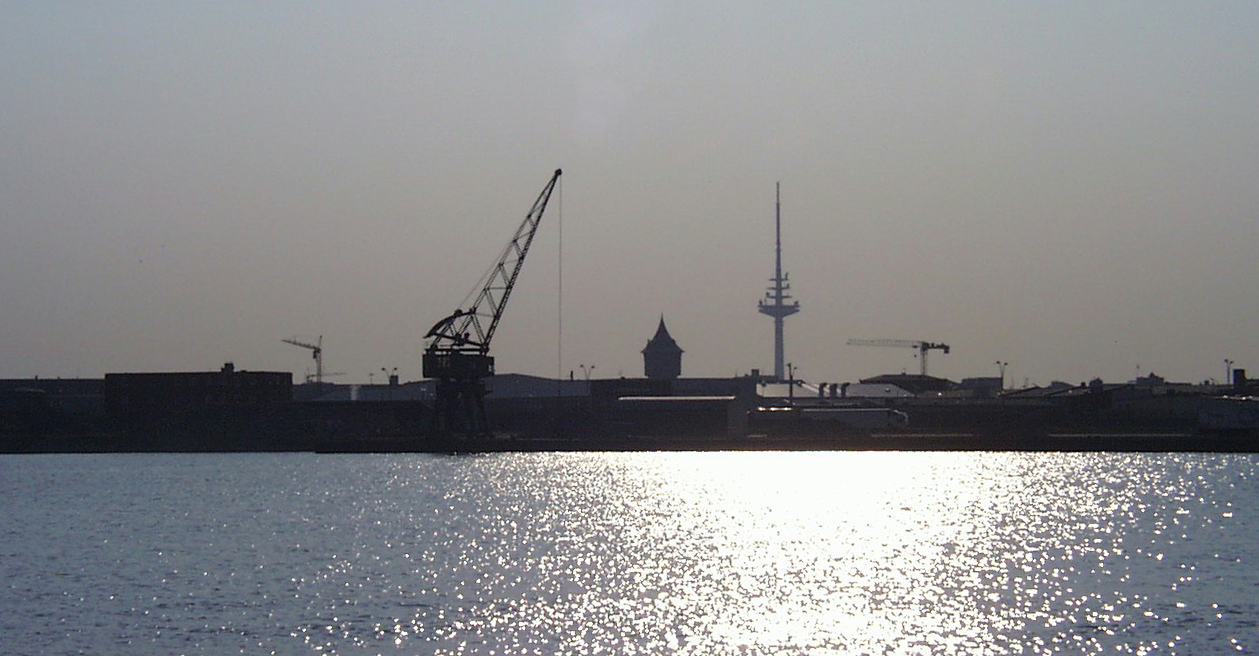
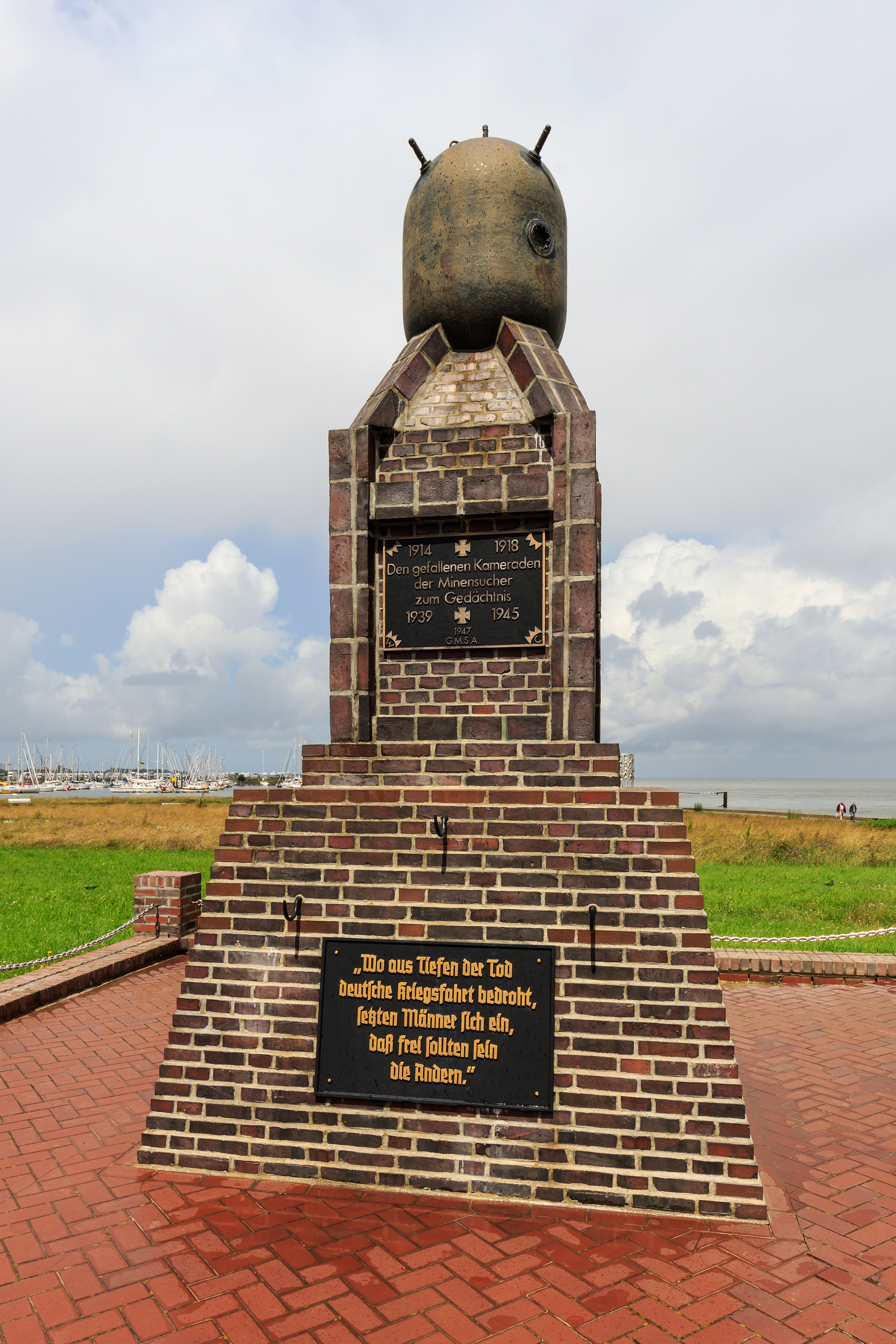
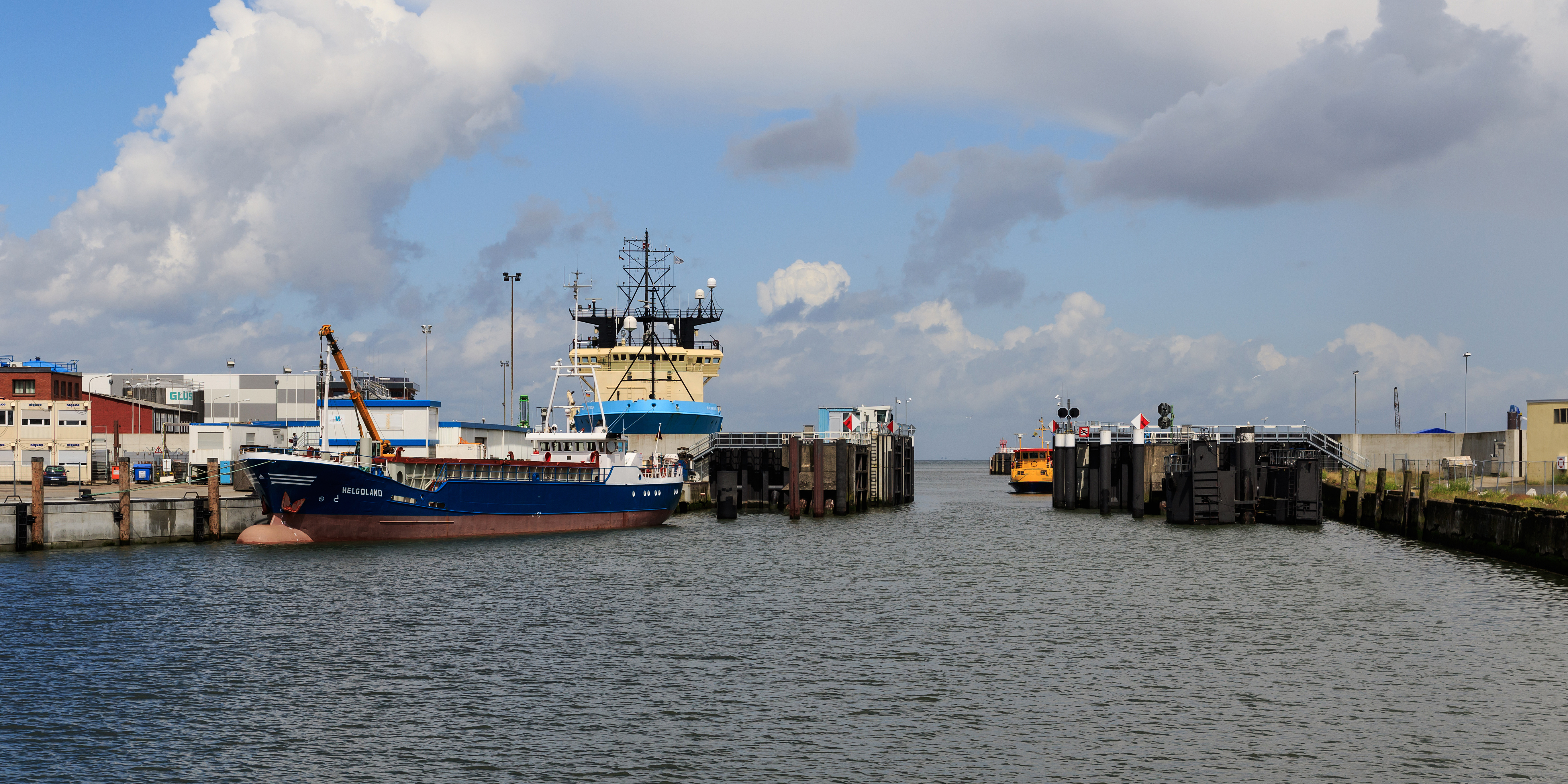
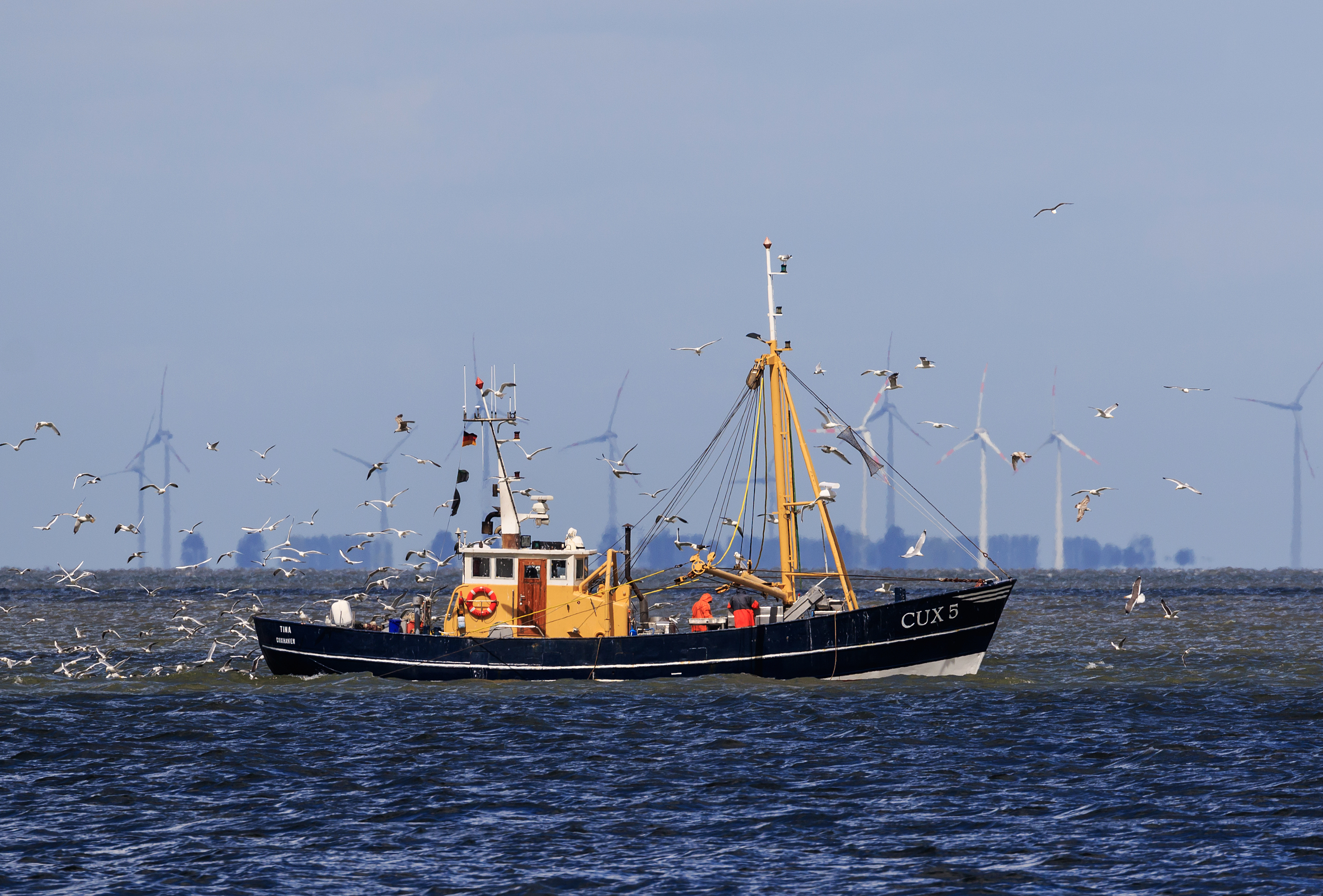
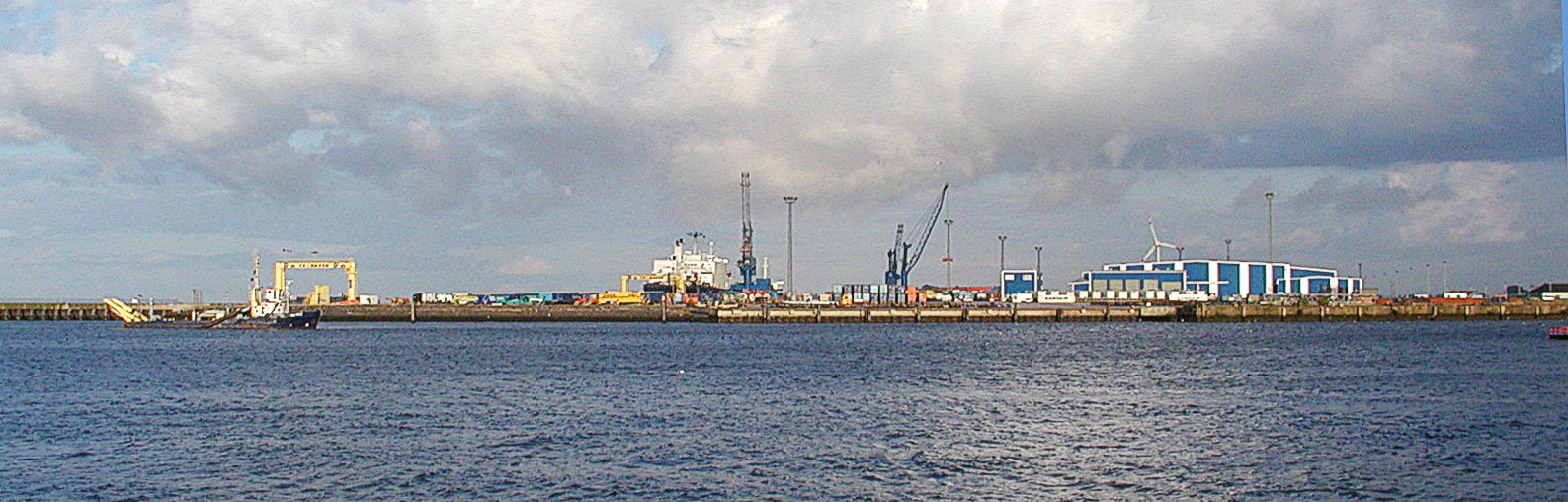
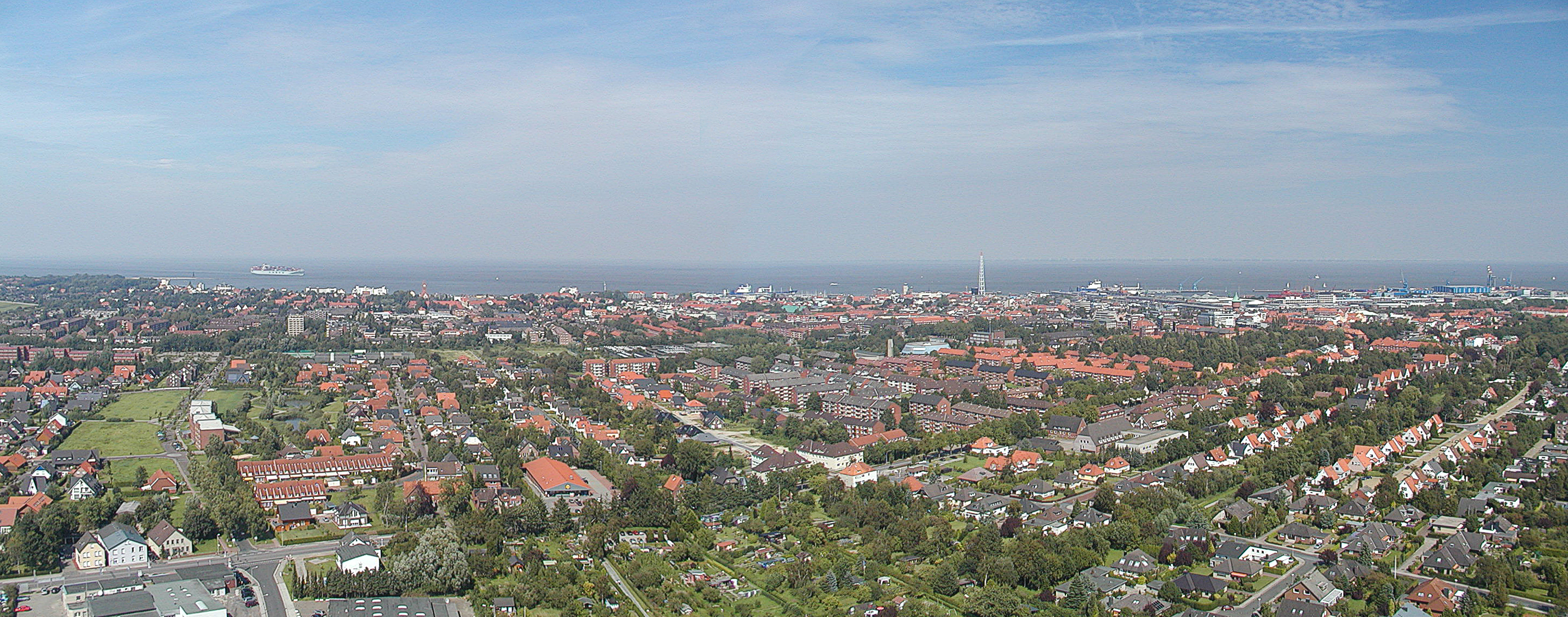
Панорама Куксгафена